# Королёв, Алексей Владимирович
Алексей Королёв (20 июня 1986 год, Алма-Ата, Казахская ССР, СССР) — казахстанский прыгун с трамплина, участник двух Олимпийских игр, призёр Азиатских игр. Мастер спорта Республики Казахстан международного класса
В Кубке мира Королёв дебютировал в феврале 2006 года, тогда же первый раз попал в десятку лучших на этапе Кубка мира. Всего на сегодняшний момент имеет 4 попадания в десятку на этапах Кубка мира, все в командных соревнованиях, в личных дисциплинах не поднимался выше 29-го места. Лучшим результатом Королёва в итоговом общем зачёте Кубка мира является 82-е место в сезоне 2009—2010.
На Олимпиаде-2006 в Турине стартовал в трёх дисциплинах: стал 12-м в команде, в личных соревнованиях оба раза не прошёл квалификацию став в ней соответственно 41-м на большом трамплине и 48-м на нормальном трамплине.
На Олимпиаде-2010 в Ванкувере показал следующие результаты: нормальный трамплин 44-е место, большой трамплин 39-е место.
За свою карьеру участвовал в одном чемпионате мира, на чемпионате мира 2009 стал 12-м в команде и 46-м на нормальном трамплине.
Использует лыжи производства фирмы Rossignol.